# Chile en la clasificación de Conmebol para la Copa Mundial de Fútbol de 1998
La Selección de fútbol de Chile fue uno de los diez equipos nacionales que participaron en la Clasificación de Conmebol para la Copa Mundial de Fútbol de 1998, en la que se definieron los representantes de Conmebol para la Copa Mundial de Fútbol de 1998 que se realizó en Francia.

## Sistema de juego
Para la Copa Mundial de Fútbol de 1998, la Conmebol contó con cuatro cupos directos en su fase clasificatoria, puesto que Brasil ganó el derecho de jugar el Mundial en su condición de campeón vigente.
A diferencia de los procesos clasificatorios anteriores los cuales estaban divididos por fase de grupos, por primera vez y hasta el día de hoy la eliminatoria sudamericana estuvo compuesta por un torneo de todos contra todos entre las nueve escuadras miembros de la Conmebol a excepción de la selección de Brasil dado que esta estaba clasificada automáticamente por ser el campeón defensor del mundial pasado.

## Preparación
Chile, tras ser castigado por la FIFA de participar en las Clasificatorias para la Copa Mundial de Fútbol de 1994 debido al Maracanazo, obtuvo el tercer lugar en la Copa América 1991 donde Chile fue anfitrión, y obtuvo dos campañas pésimas para las copas América de 1993 y 1995 donde quedó en primera fase. Aparte, Chile tuvo a tres entrenadores: Arturo Salah, Mirko Jozić y Xabier Azkargorta. Salah obtuvo el tercer lugar en la Copa América en 1991, pero fue eliminado en la Primera Fase de la Copa América de Ecuador 1993, donde fue reemplazado por Mirko Jozic. Este fue despedido tras una vergonzosa derrota ante Bolivia en Santiago por 1-2 y una goleada en contra ante Argentina en Santiago por 0-3. donde fue reemplazado por el técnico español Xabier Azkargorta, quien llegó a la selección chilena en 1995 tras una exitosa campaña en la selección boliviana, que culminó con una inédita clasificación de la selección altiplánica al Mundial de 1994. Azkargorta dirigió a la Roja durante la Copa América, donde quedó eliminado en primera fase.

## Proceso de Clasificación

#### 1996
Chile comenzaba la eliminatoria de manera desastrosa en Barinas, ante Venezuela, rescatando un empate a 1 gol casi en la última jugada, con un canillazo de Javier Margas, tras un centro de Gabriel Mendoza, que a la postre significó la despedida de la banca de Azkargorta.
El siguiente partido ante Ecuador, significó el debut en la banca de Nelson Acosta, a escasos días de haber asumido. Con una lluvia incesante, Chile venció por 4 goles a 1, lo que le dio oxígeno a la selección. En septiembre, Chile visitó a Colombia, en donde fue un desastre táctico, perdiendo por 4 goles a 1, quedando el resultado corto a lo mostrado en el campo.
Paraguay fue la siguiente visita de La Roja, donde Chile mostró una mejora ostensible en cuanto al juego, mas no se pudo siquiera conseguir una igualdad, cayendo por 2 goles a 1.
El 12 de noviembre se vivió el llamado partido bisagra. Uruguay visitaba el Estadio Nacional, con Chile contra la pared. Un empate o una derrota significaba casi dejar fuera de combate a La Roja. Con las bajas de Iván Zamorano, Luis Musrri y José Luis Sierra, Acosta plantó un equipo con Javier Margas de capitán, Luis Pérez de enganche, Luis Chavarría de contención, y arriba Marcelo Salas y Sebastián Rozental, Chile salió a la cancha. En un partido cerrado, en donde salieron lesionados Enzo Francescoli y Pérez, un gol de Salas marcó la diferencia a favor de los chilenos, retomando la carrera para la clasificación.
En diciembre, Chile visita en Buenos Aires a Argentina, obteniendo su primer punto, gracias a un gol de Fernando Cornejo de tiro libre.

#### 1997
En enero, Chile visita a Perú, a la larga, el rival con quien se peleó la clasificación. En Lima, en un ambiente hostil (incluida una pifiadera monumental al himno chileno por parte de los asistentes al estadio), Chile sacó una derrota por 2 goles a 1.
Febrero es la fecha en donde se debe visitar en La Paz a Bolivia, con la obligación de no perder ante la selección altiplánica. Fiel a su pragmatismo, Acosta contó con el inicio con 3 jugadores de Cobreloa (Marcelo Miranda, Jaime Riveros y Pedro González), apuesta que le dio resultados, ya que fue el "Heidi" con un vistoso tiro libre empató el partido a 1 gol, trayéndose un valioso punto. Este partido marcó también los únicos minutos como seleccionado de Óscar Lee-Chong. Con este partido, se daba fin a la primera rueda de las eliminatorias, en donde el conjunto chileno quedaba en la antepenúltima ubicación, junto a Perú.
En abril, vino el destape de Chile. Jugando por primera vez un partido en el Monumental, con cinco goles de Iván Zamorano, Chile venció por 6 goles a 0 a la débil Venezuela.
Junio marcaba una de las visitas más complicadas de toda la eliminatoria sudamericana. Ecuador en la altura de Quito, esperaba a la Roja, quien mostró un nivel bajísimo, pero que en la única opción clara que tuvo, marcó mediante centro de Claudio Núñez para que Marcelo Salas con un cabezazo, decretara el empate a 1 gol, dejando muy complicada a la selección ecuatoriana.
Llegó julio en donde Chile debía enfrentar dos compromisos trascendentales, y lo hacía con polémicas. Tras no llegar en el horario establecido, los jugadores de Colo-Colo que participaban de la nómina (Sierra, González, Vergara y Reyes) fueron desafectados de ambos partidos. Superando el conflicto interno, Chile expuso un nivel superlativo de fútbol, goleando por 4 goles a 1 a Colombia, con un hattrick de Marcelo Salas.
Luego, en un apretado partido, La Roja venció con dos goles de su capitán Zamorano a Paraguay, en un áspero partido, siendo expulsados Victor Hugo Castañeda y Hugo Brizuela tras una trifulca. En agosto, Chile visitó a Uruguay en Montevideo con el inédito cartel de favorito, pero pese a mostrar un buen nivel, la falta de jerarquía le pasó la cuenta, junto con la baja por lesión de Zamorano, la selección charrúa venció por 1 gol a 0, con un Marcelo Otero tras un grueso error de Miguel Ponce.
En septiembre, y en el contexto de una huelga de jugadores profesionales en Chile, Chile recibió la visita de Argentina. En un disputado partido, La Roja demostró estar al nivel del líder de la eliminatoria, pero pese a eso, perdió por 2 goles a 1, tras caer víctimas de un contragolpe que terminó con gol de Claudio López, abrochando la clasificación de la albiceleste al Mundial, además de costarle un invicto como local a Chile de casi 40 años.
La antepenúltima fecha tenía otra versión del enfrentamiento entre Chile y Perú. En un encuentro que venía con un tenso ambiente previo, dado declaraciones virulentas por parte de un lado y otro. El partido comenzó con una increíble pifiadera al himno del Perú, y culminó con una victoria aplastante de Chile por 4 goles a 0, con un hattrick de Marcelo Salas. Con este resultado, Chile y Perú quedaban empatados con 22 puntos, pero La Roja quedaba con una mejor diferencia de goles.
El 16 de noviembre, Chile recibió a Bolivia, dependiendo de sí mismo para clasificar al mundial. Mientras tanto, en paralelo Perú recibía a un ya clasificado Paraguay en Lima, esperando que Chile cayera. Todas las dudas se disiparon a los 24 minutos de juego, cuando Rodrigo Barrera se escapó de la defensa altiplánica, eludiendo al portero Trucco e iniciando la celebración de los casi 75 mil habitantes al Estadio Nacional. Con dos goles más de Salas y Juan Carreño, Chile obtuvo una victoria por 3 a 0, obteniendo sus pasajes al mundial tras 16 años sin asistir a la cita planetaria.

## Tabla final de posiciones
|    | Equipo    | Pts | PJ | PG | PE | PP | GF | GC | Dif |
| -- | --------- | --- | -- | -- | -- | -- | -- | -- | --- |
| 1. | Argentina | 30  | 16 | 8  | 6  | 2  | 23 | 13 | 10  |
| 2. | Paraguay  | 29  | 16 | 9  | 2  | 5  | 21 | 14 | 7   |
| 3. | Colombia  | 28  | 16 | 8  | 4  | 4  | 23 | 15 | 8   |
| 4. | Chile     | 25  | 16 | 7  | 4  | 5  | 32 | 18 | 14  |
| 5. | Perú      | 25  | 16 | 7  | 4  | 5  | 19 | 20 | –1  |
| 6. | Ecuador   | 21  | 16 | 6  | 3  | 7  | 22 | 21 | 1   |
| 7. | Uruguay   | 21  | 16 | 6  | 3  | 7  | 18 | 21 | –3  |
| 8. | Bolivia   | 17  | 16 | 4  | 5  | 7  | 18 | 21 | –3  |
| 9. | Venezuela | 3   | 16 | 0  | 3  | 13 | 8  | 41 | –33 |

### Puntos obtenidos contra cada selección durante las eliminatorias
La siguiente es una tabla detallada de los 25 puntos obtenidos contra cada una de las 8 selecciones que enfrentó la selección chilena durante las eliminatorias. 
| VS        | Bandera de Argentina | Bandera de Bolivia | Bandera de Colombia | Bandera de Ecuador | Bandera de Paraguay | Bandera de Perú | Bandera de Uruguay | Bandera de Venezuela | Total |
| --------- | -------------------- | ------------------ | ------------------- | ------------------ | ------------------- | --------------- | ------------------ | -------------------- | ----- |
| Local     | 0                    | 3                  | 3                   | 3                  | 3                   | 3               | 3                  | 3                    | 21    |
| Visitante | 1                    | 1                  | 0                   | 1                  | 0                   | 0               | 0                  | 1                    | 4     |
| Total     | 1                    | 4                  | 3                   | 4                  | 3                   | 3               | 3                  | 4                    | 25    |

### Evolución de posiciones
| País / Fecha | 1  | 2  | 3  | 4  | 5  | 6  | 7  | 8  | 9  | 10 | 11 | 12 | 13 | 14 | 15 | 16 | 17 | 18 |
| ------------ | -- | -- | -- | -- | -- | -- | -- | -- | -- | -- | -- | -- | -- | -- | -- | -- | -- | -- |
| Chile        | 5° | 3° | 6° | 6° | 7° | 5° | 6° | 8° | 7° | 8° | 8° | 7° | 4° | 4° | 4° | 5° | 4° | 4° |

## Partidos

#### Primera vuelta
| 2 de junio de 1996 | Venezuela | 1:1 (1:0) | Chile        | Estadio Agustín Tovar, Barinas                               |                                                              |
|                    | Guerra 7' | Reporte   | 90+2' Margas | Asistencia: 8 074 espectadores Árbitro(s): Epifanio González | Asistencia: 8 074 espectadores Árbitro(s): Epifanio González |

| 6 de julio de 1996 | Chile                                     | 4:1 (1:0) | Ecuador      | Estadio Nacional, Santiago                             |                                                        |
|                    | Zamorano 25', 86' · Salas 75' · Estay 83' | Reporte   | 73' Aguinaga | Asistencia: 69 000 espectadores Árbitro(s): Pablo Peña | Asistencia: 69 000 espectadores Árbitro(s): Pablo Peña |

| 1 de septiembre de 1996 | Colombia                             | 4:1 (3:0) | Chile               | Estadio Metropolitano, Barranquilla                                    |                                                                        |
|                         | Asprilla 3', 31', 47' · Bermúdez 43' | Reporte   | 56' (pen.) Zamorano | Asistencia: 34 000 espectadores Árbitro(s): Sidrack Marinho dos Santos | Asistencia: 34 000 espectadores Árbitro(s): Sidrack Marinho dos Santos |

| 9 de octubre de 1996 | Paraguay                   | 2:1 (1:1) | Chile      | Estadio Defensores del Chaco, Asunción                 |                                                        |
|                      | Gamarra 25' · Rivarola 64' | Reporte   | 23' Margas | Asistencia: 45 000 espectadores Árbitro(s): Óscar Ruiz | Asistencia: 45 000 espectadores Árbitro(s): Óscar Ruiz |

| 12 de noviembre de 1996 | Chile     | 1:0 (0:0) | Uruguay | Estadio Nacional, Santiago                                |                                                           |
|                         | Salas 60' | Reporte   |         | Asistencia: 73 547 espectadores Árbitro(s): Ángel Guevara | Asistencia: 73 547 espectadores Árbitro(s): Ángel Guevara |

| 15 de diciembre de 1996 | Argentina            | 1:1 (0:0) | Chile       | Estadio Antonio Vespucio Liberti, Buenos Aires            |                                                           |
|                         | Batistuta 76' (pen.) | Reporte   | 52' Cornejo | Asistencia: 59 970 espectadores Árbitro(s): Ubaldo Aquino | Asistencia: 59 970 espectadores Árbitro(s): Ubaldo Aquino |

| 12 de enero de 1997 | Perú                       | 2:1 (2:0) | Chile        | Estadio Nacional, Lima                                   |                                                          |
|                     | Maestri 15' · Palacios 34' | Reporte   | 88' Zamorano | Asistencia: 35 373 espectadores Árbitro(s): José Da Rosa | Asistencia: 35 373 espectadores Árbitro(s): José Da Rosa |

| 12 de febrero de 1997 | Bolivia   | 1:1 (1:1) | Chile        | Estadio Hernando Siles, La Paz                             |                                                            |
|                       | Soria 28' | Reporte   | 44' González | Asistencia: 41 908 espectadores Árbitro(s): Alberto Tejada | Asistencia: 41 908 espectadores Árbitro(s): Alberto Tejada |

### Segunda vuelta
| 29 de abril de 1997 | Chile                                        | 6:0 (3:0) | Venezuela | Estadio Monumental, Santiago                                |                                                             |
|                     | Zamorano 19', 27', 32', 47', 85' · Reyes 66' | Reporte   |           | Asistencia: 42 034 espectadores Árbitro(s): Gilberto Alcalá | Asistencia: 42 034 espectadores Árbitro(s): Gilberto Alcalá |

| 8 de junio de 1997 | Ecuador      | 1:1 (1:0) | Chile     | Estadio Olímpico Atahualpa, Quito                             |                                                               |
|                    | Graziani 43' | Reporte   | 53' Salas | Asistencia: 42 225 espectadores Árbitro(s): Armando Archundia | Asistencia: 42 225 espectadores Árbitro(s): Armando Archundia |

| 5 de julio de 1997 | Chile                                     | 4:1 (3:0) | Colombia   | Estadio Nacional, Santiago                                  |                                                             |
|                    | Salas 16', 26', 41' · Zamorano 90' (pen.) | Reporte   | 52' Ricard | Asistencia: 75 617 espectadores Árbitro(s): Paolo Borgosano | Asistencia: 75 617 espectadores Árbitro(s): Paolo Borgosano |

| 20 de julio de 1997 | Chile                   | 2:1 (1:0) | Paraguay     | Estadio Nacional, Santiago                                   |                                                              |
|                     | Zamorano 9' (pen.), 51' | Reporte   | 61' Brizuela | Asistencia: 75 143 espectadores Árbitro(s): Rafael Torrealba | Asistencia: 75 143 espectadores Árbitro(s): Rafael Torrealba |

| 20 de agosto de 1997 | Uruguay   | 1:0 (1:0) | Chile | Estadio Centenario, Montevideo                              |                                                             |
|                      | Otero 20' | Reporte   |       | Asistencia: 45 000 espectadores Árbitro(s): Antônio Pereira | Asistencia: 45 000 espectadores Árbitro(s): Antônio Pereira |

| 10 de septiembre de 1997 | Chile     | 1:2 (1:1) | Argentina                | Estadio Nacional, Santiago                                 |                                                            |
|                          | Salas 34' | Reporte   | 25' Gallardo · 86' López | Asistencia: 73 664 espectadores Árbitro(s): Dacildo Mourão | Asistencia: 73 664 espectadores Árbitro(s): Dacildo Mourão |

| 12 de octubre de 1997 | Chile                           | 4:0 (1:0) | Perú | Estadio Nacional, Santiago                                 |                                                            |
|                       | Salas 14', 83', 88' · Reyes 59' | Reporte   |      | Asistencia: 74 219 espectadores Árbitro(s): Márcio Rezende | Asistencia: 74 219 espectadores Árbitro(s): Márcio Rezende |

| 16 de noviembre de 1997 | Chile                                 | 3:0 (2:0) | Bolivia | Estadio Nacional, Santiago                                  |                                                             |
|                         | Barrera 24' · Salas 31' · Carreño 85' | Reporte   |         | Asistencia: 74 777 espectadores Árbitro(s): Wilson de Souza | Asistencia: 74 777 espectadores Árbitro(s): Wilson de Souza |

## Jugadores
Estos fueron los 44 jugadores que vieron minutos en las eliminatorias.
| Jugador        | Jugador               | Minutos Jugados | Partidos Jugados |   |   | Anotado |
| -------------- | --------------------- | --------------- | ---------------- | - | - | ------- |
| Guardameta     | Nelson Tapia          | 1260            | 14               | - | - | -       |
| Defensa        | Javier Margas         | 1070            | 12               | 2 | - | 2       |
| Delantero      | Marcelo Salas         | 1063            | 12               | 3 | - | 11      |
| Defensa        | Cristián Castañeda    | 1063            | 12               | 1 | - | -       |
| Defensa        | Pedro Reyes           | 990             | 11               | 1 | - | 2       |
| Centrocampista | Luis Musrri           | 962             | 12               | 4 | - | -       |
| Delantero      | Iván Zamorano         | 823             | 10               | 4 | - | 12      |
| Defensa        | Ronald Fuentes        | 782             | 9                | 2 | 1 | -       |
| Centrocampista | Marcelo Vega          | 657             | 10               | 1 | - | -       |
| Centrocampista | Clarence Acuña        | 622             | 7                | 4 | - | -       |
| Defensa        | Miguel Ponce          | 495             | 6                | - | - | -       |
| Defensa        | Marcelo Miranda       | 495             | 6                | - | - | -       |
| Centrocampista | Fernando Cornejo †    | 486             | 9                | 1 | 1 | 1       |
| Centrocampista | Victor Hugo Castañeda | 477             | 9                | 2 | 1 | -       |
| Centrocampista | José Luis Sierra      | 459             | 7                | 1 | 1 | -       |
| Defensa        | Juan Carlos González  | 450             | 5                | 2 | - | -       |
| Centrocampista | Cristián Mora         | 395             | 6                | 2 | - | -       |
| Delantero      | Sebastián Rozental    | 234             | 6                | - | - | -       |
| Delantero      | Claudio Núñez         | 234             | 6                | - | - | -       |
| Centrocampista | Fabián Estay          | 216             | 4                | 1 | - | 1       |
| Centrocampista | Luis Chavarría        | 211             | 3                | 2 | 1 | -       |
| Centrocampista | Esteban Valencia      | 203             | 6                | - | - | -       |
| Guardameta     | Marcelo Ramírez       | 180             | 2                | 2 | - | -       |
| Defensa        | Francisco Rojas       | 180             | 2                | - | - | -       |
| Delantero      | Pedro González        | 169             | 3                | 2 | - | 1       |
| Defensa        | Fernando Vergara      | 138             | 2                | 1 | - | 0       |
| Centrocampista | Nelson Parraguez      | 135             | 2                | 2 | - | -       |
| Delantero      | Rodrigo Barrera       | 133             | 2                | - | - | 1       |
| Centrocampista | Jaime Riveros         | 127             | 3                | - | - | -       |
| Centrocampista | Wilson Contreras      | 115             | 2                | - | - | -       |
| Centrocampista | Jorge Contreras       | 112             | 4                | - | - | -       |
| Centrocampista | Mario Salas           | 90              | 1                | 1 | - | -       |
| Defensa        | Gabriel Mendoza       | 90              | 1                | - | - | -       |
| Defensa        | Miguel Ramírez        | 90              | 1                | - | - | -       |
| Defensa        | Eduardo Vilches       | 72              | 1                | - | - | -       |
| Delantero      | Rodrigo Goldberg      | 47              | 3                | - | - | -       |
| Delantero      | Ivo Basay             | 45              | 1                | - | - | -       |
| Centrocampista | Luis Pérez            | 45              | 1                | - | - | -       |
| Defensa        | Ricardo Rojas         | 45              | 1                | - | - | -       |
| Defensa        | Cristián Romero       | 45              | 1                | - | - | -       |
| Centrocampista | Cristián Flores       | 34              | 1                | - | - | -       |
| Delantero      | Juan Carreño          | 27              | 2                | 1 | - | 1       |
| Delantero      | Rodrigo Ruiz          | 9               | 1                | - | - | -       |
| Centrocampista | Moisés Villarroel     | 9               | 1                | - | - | -       |
| Centrocampista | Óscar Lee-Chong       | 2               | 1                | - | - | -       |

Nominados sin minutos
| Posición       | Jugador             |
| -------------- | ------------------- |
| Guardameta     | Enrique Berríos     |
| Guardameta     | Nelson Cossio       |
| Defensa        | Dante Poli          |
| Defensa        | Jorge Gómez         |
| Defensa        | Raúl Muñoz          |
| Defensa        | Agustín Salvatierra |
| Centrocampista | Pablo Galdames      |
| Centrocampista | Jaime Ramírez       |
| Delantero      | Mauricio Illesca    |

### Goleadores
El goleador de la selección chilena durante las clasificatorias fue Iván Zamorano con 12 anotaciones.
| Jugador          | Club                 | Goles |
| ---------------- | -------------------- | ----- |
| Iván Zamorano    | Inter de Milan       | 12    |
| Marcelo Salas    | River Plate          | 11    |
| Pedro Reyes      | Colo-Colo            | 2     |
| Javier Margas    | Universidad Católica | 2     |
| Pedro González   | Cobreloa             | 1     |
| Fernando Cornejo | Cobreloa             | 1     |
| Fabián Estay     | Toluca               | 1     |
| Rodrigo Barrera  | Universidad de Chile | 1     |
| Juan Carreño     | Deportes Concepción  | 1     |

### Asistidores
Cristián Mora, Claudio Núñez y José Luis Sierra fueron los jugadores de La Roja con más asistencias en la clasificatoria con 3 cada uno. Un hecho curioso, es que sólo Sierra fue convocado a la cita mundialista.
| Jugador               | Club                 | Goles |
| --------------------- | -------------------- | ----- |
| Cristián Mora         | Universidad de Chile | 3     |
| Claudio Núñez         | Tigres UANL          | 3     |
| José Luis Sierra      | Colo-Colo            | 3     |
| Marcelo Salas         | River Plate          | 2     |
| Iván Zamorano         | Inter de Milan       | 2     |
| Marcelo Vega          | Santiago Wanderers   | 2     |
| Cristián Castañeda    | Universidad de Chile | 2     |
| Juan Carreño          | Deportes Concepción  | 1     |
| Rodrigo Barrera       | Universidad de Chile | 1     |
| Jorge Contreras       | Santiago Wanderers   | 1     |
| Pedro Reyes           | Colo-Colo            | 1     |
| Pedro González        | Cobreloa             | 1     |
| Víctor Hugo Castañeda | Universidad de Chile | 1     |
| Javier Margas         | Universidad Católica | 1     |

## Resultado final
| Chile                                        |
| Clasificado                                  |
| Archivo:Francia 1998 World Cup logo text.png |
| 7.° participación                            |